# Pacifische Ring-kampioenschappen
De Pacifische Ring-kampioenschappen (Engels: Pacific Rim Championships) is een belangrijke tweejaarlijkse regionale gymnastiekwedstrijd voor de landen rondom de Grote Oceaan, de Pacific Rim. De wedstrijd is sinds 2008 bekend onder deze naam. Voordien heette ze Pacific Alliance Championships.

## Deelnemende landen
Volgende landen en territoria namen deel aan de editie van 2012:
- Australië
- Canada
- China
- Taiwan
- Colombia
- Costa Rica
- Hongkong
- Japan
- Maleisië
- Mexico
- Nieuw-Zeeland
- Panama
- Filipijnen
- Rusland
- Zuid-Korea
- Thailand
- Verenigde Staten

## Edities

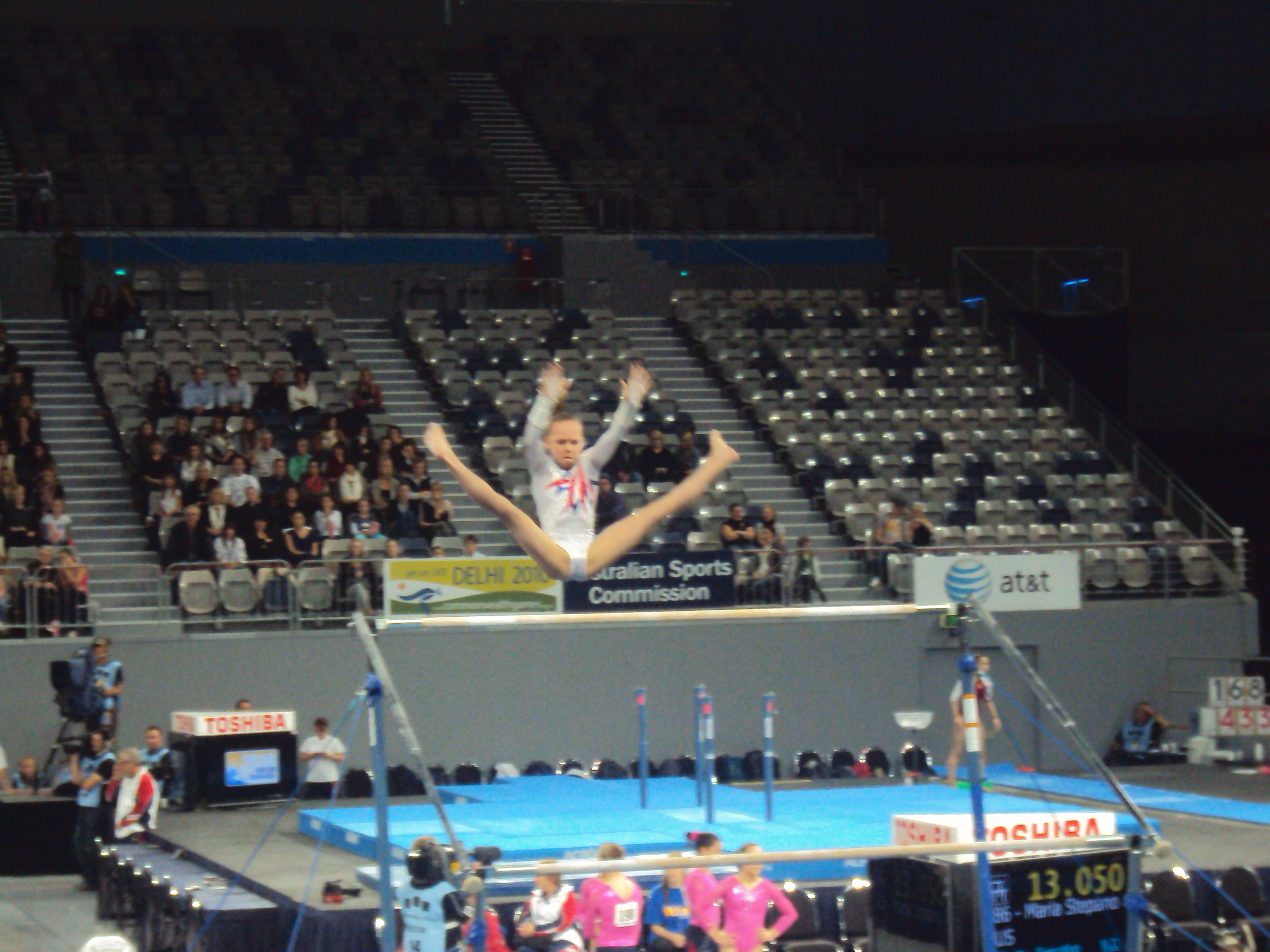
Een turnster aan de brug ongelijk op de Pacifische Ring-kampioenschappen van 2010 in Melbourne.

Het evenement vond sedert 1988 in verschillende steden plaats:
| Jaar | Stad         | Land             |
| ---- | ------------ | ---------------- |
| 1988 | Chengdu      | China            |
| 1990 | Manilla      | Filipijnen       |
| 1992 | Seoel        | Zuid-Korea       |
| 1994 | Auckland     | Nieuw-Zeeland    |
| 1996 | Kuala Lumpur | Maleisië         |
| 1998 | Winnipeg     | Canada           |
| 2000 | Christchurch | Nieuw-Zeeland    |
| 2002 | Vancouver    | Canada           |
| 2004 | Honolulu     | Verenigde Staten |
| 2006 | Honolulu     | Verenigde Staten |
| 2008 | San Jose     | Verenigde Staten |
| 2010 | Melbourne    | Australië        |
| 2012 | Everett      | Verenigde Staten |
| 2014 | Richmond     | Canada           |
| 2016 | Everett      | Verenigde Staten |